# 外籍家庭傭工
外籍家庭傭工（香港人普遍稱之為「姐姐」），指負責於僱主家中打理家務的外籍僱員，一般來自菲律賓、印尼等國家或地區，以女性為主。尤其常見於香港、新加坡、馬來西亞、臺灣等亞洲華人地區。由於該工作以菲律賓人為大頭，故常被稱為“菲傭”，特別是在香港。

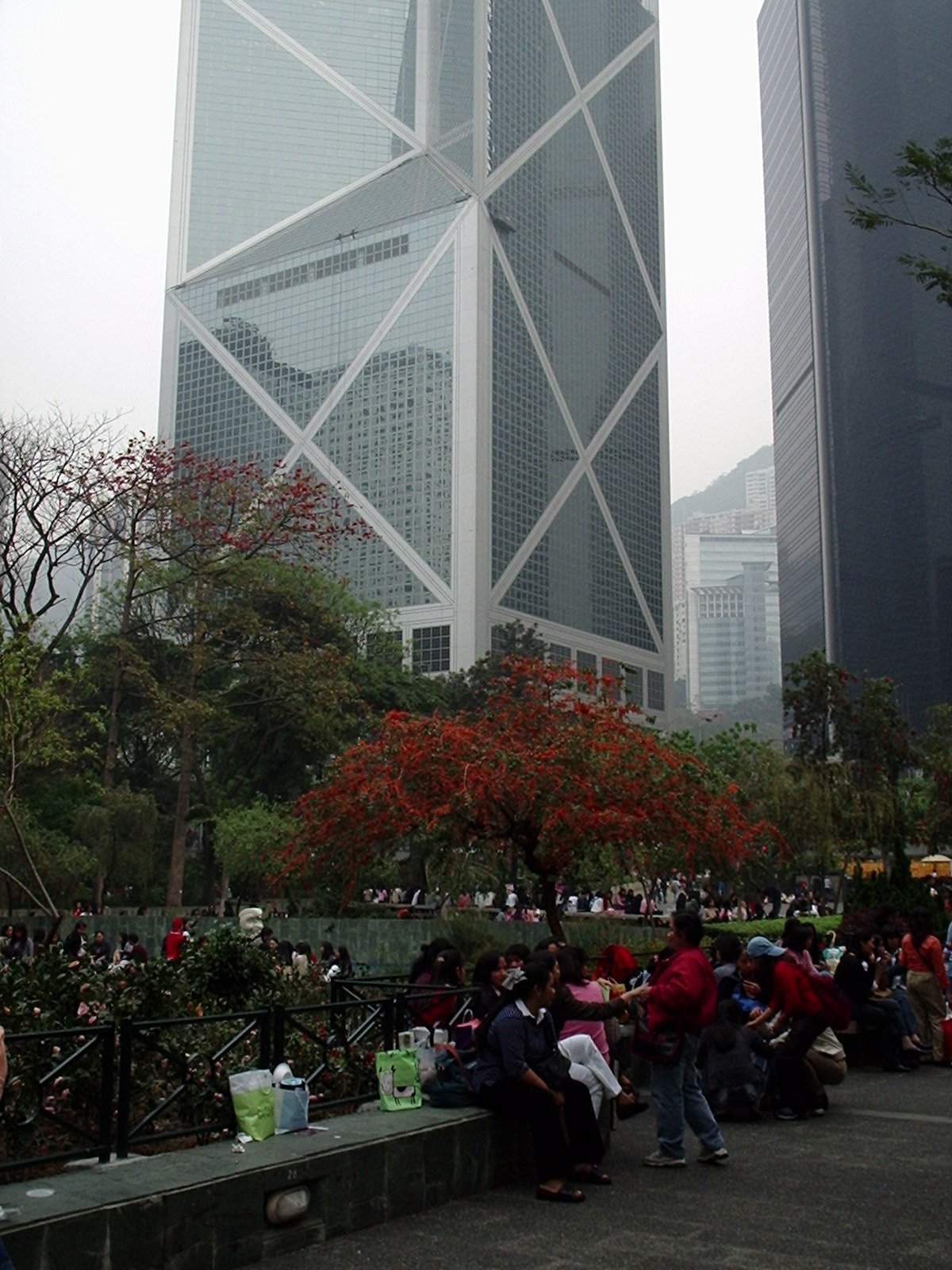
一群菲律賓家庭傭工週日聚集在香港中環皇后像廣場，中銀大廈之下。

## 一般職責
外傭一般職責包括照顧老人小孩、煮食、熨洗衣服、清理房子、採購家居日常用品、照顧寵物、照顧行動不便的僱主家人等。在香港若外傭處理政府所容許範圍以外的工作是違法的。

## 經濟效益
在一些比較富裕的國家和地區，願意擔當低薪傭工的本地人不多，而僱主也不願出高薪聘請傭工。當本地失業率處于低位時，有意聘請傭工的僱主可能會在招聘時遇到困難，輸入外傭有助滿足市場需求，不過這樣也會使本地家傭在求職及爭取改善待遇方面增加困難。
外籍傭工的出現取代從前的媽姐本地傭人的角色。想像中，僱用傭人的應該是大戶人家的事。當然，能夠說出自家僱有外傭，也是顯示身份的象徵。因為只有中等至高收入的職業社群，僱用外傭才合乎經濟效益。

## 外部連結
- 中華民國內政部入出國及移民署全球資訊網（页面存档备份，存于）

1. ↑  .   [2023-04-20]. （原始内容存档于2023-05-12）.